# Vůz Bdmtee263 ČD
Vozy Bdmtee263, číslované v intervalu 50 54 20-82, jsou řadou osobních vozů z vozového parku Českých drah. Všechny tyto vozy vznikly modernizací interiéru vozů Bdmtee281 a Bdmtee275 v letech 2008 a 2011. Vozům po modernizaci zůstala původní pořadová čísla.

## Vznik řady
Vozy Bdmtee281 a Bdmtee275 jsou od výroby přizpůsobeny na rychlé přestavění na lazaretní vozy pro případ války. V roce 2008 byly tyto vozy vyjmuty ze seznamu Hmotných civilních statků a rezerv Armády České republiky. Tento krok umožnil první výraznější modernizace interiéru těchto vozů. Na základě toho byly v roce 2008 zmodernizovány první dva vozy. Prototypový vůz byl veřejnosti představen na výstavě Czech Raildays v Ostravě v roce 2008. Do vozů byly dosazeny nové sedačky a byly zvětšeny jejich rozteče, za což byly původní vozy často kritizovány. Kvůli tomu by počet míst k sezení snížen z 96 na 74. Zároveň byly dosazeny háky pro přepravu jízdních kol a příčné zavazadlové police byly vyměněny za podélné.
V roce 2011 byly stejně upraveny další čtyři vozy.

## Technické informace
Jsou to neklimatizované vozy se samonosnou konstrukcí karosérie. Skříň těchto vozů rozměrově vychází z typů UIC-X resp. UIC-Z, jejich celková délka je 26 400 mm, výška podlahy nad temenem kolejnice je 1 250 mm. Nejvyšší povolená rychlost těchto vozů je 160 km/h. Vozy mají podvozky GP 200 S Brzdová soustava je tvořena tlakovou kotoučovou brzdou DAKO s dvěma kotouči na každé nápravě.
Vozy mají neobvykle umístěné nástupní prostory – nikoliv na koncích skříní, ale přibližně v 1/4 a 3/4 délky. Dvoudílné vstupní dveře s elektropneumaticky ovládanými předsuvnými křídly mají světlost 1 400 mm, a za jízdy jsou blokovány. Mezivozové přechodové dveře jsou řešeny jako jednokřídlé otočné s klikou a panty. Vnitřní oddílové dveře jsou řešeny shodně, ale jsou mnohem lehčí. Okna jsou dvoudílná, vodorovně dělená v poměru 1 : 1, dolní polovina oken je zasklená pevně, horní polovina je výklopná dovnitř v úhlu asi 30 °. V každém oddíle je však zároveň vždy jeden pár oken zasklený pevným neděleným sklem. Zasklení oken i vstupních dveří je provedeno determálním dvojsklem.
Při modernizaci byly do vozů dosazeny nové sedačky od firmy MSV Interier. Sedačky jsou umístěny částečně za sebou a částečně proti sobě. Jejich příčné uspořádání je 2 + 2. Sedačky mají modrý látkový potah, opěrky hlavy jsou z modré koženky. Vozy mají 74 míst k sezení. Zajímavostí je, že sedačky mají různé rozteče.
V každém nástupním prostoru se nachází jedna buňka WC.
Vozy jsou vybaveny centrálním zdrojem energie (CZE) o výkonu 4,5 kW. Vnitřní síť vozu má jmenovité napětí 24 V. Kromě CZE je možné vnitřní síť napájet z třífázové veřejné sítě 230 V / 400 V ~ 50 Hz. Vytápění vozu je horkovzdušné z centrálního elektrického topidla 3 kV = / 40 kW, rozvod teplého vzduchu podporuje ventilátor 24 V / 600 W. Nucené větrání je taktéž řešeno pomocí ventilátorů, ale bez zapnutí ohřevu vzduchu. Pro přirozené větrání jsou použity větráky ve stropech vozů. Vozy jsou osvětleny pomocí zářivek.
Původní nátěr vozů byl přes okna zelený, pod okny bílý a střecha byla šedá. Některé vozy byly přelakovány do jednotného modro-bílého stylu Českých drah od studia Najbrt.

## Provoz
Ačkoli vozy byly představeny již na červnových Czech raildays, tak poprvé vyjely s cestujícími až 28. prosince 2008 na Sp 1727.
V roce 2021 byly vozy nasazovány na osobní a spěšné vlaky na Vlárské dráze, na víkendový spěšný vlak Pernštejn Brno - Nové Město na Moravě - Žďár n. S. a sezónní cyklovlak Brno - Břeclav.